# Cargolia salapia
Cargolia salapia är en fjärilsart som beskrevs av Druce 1900. Cargolia salapia ingår i släktet Cargolia och familjen mätare. Inga underarter finns listade i Catalogue of Life.